# Campeonato de Fórmula E de 2018–19
O Campeonato de Fórmula E de 2018–19 foi a quinta temporada do campeonato de automobilismo para veículos elétricos reconhecido pela Federação Internacional de Automobilismo (FIA), como a categoria mais alta entre as competições de monopostos elétricos. Teve início no dia 15 de dezembro de 2018 no inédito ePrix de Daria (Arábia Saudita) e terminou na corrida dupla de Nova Iorque (Estados Unidos) em 14 de julho de 2019.
Depois de um ciclo de quatro temporadas, o anterior chassi da Fórmula E, o Spark-Renault SRT_01E, que foi usado pelo campeonato desde a sua temporada inaugural, foi substituído por um novo. O novo chassi, que também foi desenvolvido pela Spark Racing Technology, é conhecido como Spark SRT05e e evita o design convencional de ter uma asa traseira em favor da incorporação de elementos aerodinâmicos no chassi e no assoalho, que apresenta avanços tecnológicos significativos sobre o anterior chassi Spark-Renault SRT_01E — com potência de 200kW a 250kW e velocidades máximas que chegam a 280km/h (174mph). A chegada do carro Gen2 também marcou o fim da troca de carros durante a corrida.
Jean-Éric Vergne iniciou a temporada defendendo o título de campeão de pilotos depois de garantir sua primeira conquista na primeira corrida do ePrix de Nova Iorque de 2018. A Audi Sport ABT Schaeffler, começou a temporada como a equipe campeã, tendo conquistado seu primeiro título na segunda corrida do mesmo evento.
O piloto da DS Techeetah, Jean-Éric Vergne, tornou-se o primeiro piloto a defender o título com sucesso na categoria, sagrando-se campeão com 136 pontos, superando Sébastien Buemi e Lucas Di Grassi. A DS Techeetah venceu o seu primeiro Campeonato de Equipes, derrotando a Audi Sport ABT Schaeffler por uma margem de dezenove pontos.

## Pilotos e equipes
Os três primeiros colocados da temporada de 2018–19:
| Campeão          | Vice-campeão    | Terceiro lugar            |
| ---------------- | --------------- | ------------------------- |
|                  |                 |                           |
| Jean-Éric Vergne | Sébastien Buemi | Lucas Di Grassi           |
| DS Techeetah     | Nissan e.dams   | Audi Sport ABT Schaeffler |

Os seguintes pilotos e equipes participaram do Campeonato de Fórmula E de 2018–19:
| Equipe                                   | Fabricante     | Trem de força      | N° | Pilotos                | Corridas  |
| ---------------------------------------- | -------------- | ------------------ | -- | ---------------------- | --------- |
| Audi Sport ABT Schaeffler Formula E Team | Spark–Audi     | Audi e-tron FE05   | 11 | Lucas Di Grassi        | Todas     |
| Audi Sport ABT Schaeffler Formula E Team | Spark–Audi     | Audi e-tron FE05   | 66 | Daniel Abt             | Todas     |
| BMW i Andretti Motorsport                | Spark–BMW      | BMW iFE.18         | 27 | Alexander Sims         | Todas     |
| BMW i Andretti Motorsport                | Spark–BMW      | BMW iFE.18         | 28 | António Félix da Costa | Todas     |
| DS Techeetah                             | Spark–DS       | DS E-Tense FE 19   | 18 | André Lotterer         | Todas     |
| DS Techeetah                             | Spark–DS       | DS E-Tense FE 19   | 25 | Jean-Éric Vergne       | Todas     |
| Envision Virgin Racing                   | Spark–Audi     | Audi e-tron FE05   | 2  | Sam Bird               | Todas     |
| Envision Virgin Racing                   | Spark–Audi     | Audi e-tron FE05   | 4  | Robin Frijns           | Todas     |
| GEOX Dragon                              | Spark–Penske   | Penske EV-3        | 6  | Maximilian Günther     | 1–3, 7–13 |
| GEOX Dragon                              | Spark–Penske   | Penske EV-3        | 6  | Felipe Nasr            | 4–6       |
| GEOX Dragon                              | Spark–Penske   | Penske EV-3        | 7  | José María López       | Todas     |
| HWA Racelab                              | Spark–Venturi  | Venturi VFE05      | 5  | Stoffel Vandoorne      | Todas     |
| HWA Racelab                              | Spark–Venturi  | Venturi VFE05      | 17 | Gary Paffett           | Todas     |
| Mahindra Racing                          | Spark–Mahindra | Mahindra M5Electro | 64 | Jérôme d'Ambrosio      | Todas     |
| Mahindra Racing                          | Spark–Mahindra | Mahindra M5Electro | 94 | Felix Rosenqvist       | 1         |
| Mahindra Racing                          | Spark–Mahindra | Mahindra M5Electro | 94 | Pascal Wehrlein        | 2–13      |
| NIO Formula E Team                       | Spark–NIO      | NIO Sport 004      | 8  | Tom Dillmann           | Todas     |
| NIO Formula E Team                       | Spark–NIO      | NIO Sport 004      | 16 | Oliver Turvey          | Todas     |
| Nissan e.dams                            | Spark–Nissan   | Nissan IM01        | 22 | Oliver Rowland         | Todas     |
| Nissan e.dams                            | Spark–Nissan   | Nissan IM01        | 23 | Sébastien Buemi        | Todas     |
| Panasonic Jaguar Racing                  | Spark–Jaguar   | Jaguar I-Type III  | 3  | Nelson Piquet Jr.      | 1–6       |
| Panasonic Jaguar Racing                  | Spark–Jaguar   | Jaguar I-Type III  | 3  | Alex Lynn              | 7–13      |
| Panasonic Jaguar Racing                  | Spark–Jaguar   | Jaguar I-Type III  | 20 | Mitch Evans            | Todas     |
| Venturi Formula E Team                   | Spark–Venturi  | Venturi VFE05      | 19 | Felipe Massa           | Todas     |
| Venturi Formula E Team                   | Spark–Venturi  | Venturi VFE05      | 48 | Edoardo Mortara        | Todas     |
| Fontes:                                  |                |                    |    |                        |           |

### Mudanças nas equipes
- A BMW passou a competir na Fórmula E como fabricante, em parceria com a Andretti.[45][46]
- A HWA, empresa parceira da Mercedes-Benz, estabeleceu uma parceria técnica com a Venturi e entrou na categoria com equipe própria. O acordo estabeleceu que a HWA receba trens de força para a temporada de 2018–19, servindo como precursor para a entrada da Mercedes-Benz como uma equipe de fábrica na temporada 2019–20.[26]
- A Nissan entrou no campeonato como fabricante substituta da empresa irmã Renault na sua parceria com a DAMS.[47] A Renault citou o desejo de se concentrar em seu programa de Fórmula 1 como motivo para deixar a Fórmula E.[34]
- A Techeetah passou a usar trens de força da DS Automobiles, que substituiu a Renault que forneceu para a equipe chinesa em suas duas primeiras temporadas, tornando-se parceira da DS Performance.[15][16] Enquanto isso, a Envision Virgin Racing passou a usar trens de força da Audi.[48]

## Calendário
As seguintes corridas foram realizadas como parte do Campeonato de Fórmula E de 2018–19:
| Corrida | ePrix                          | País           | Circuito                                   | Data                    |
| ------- | ------------------------------ | -------------- | ------------------------------------------ | ----------------------- |
| 1       | ePrix de Daria                 | Arábia Saudita | Circuito Urbano de Riade                   | 15 de dezembro de 2018  |
| 2       | ePrix de Marraquexe            | Marrocos       | Circuito Internacional Moulay El Hassan    | 12 de janeiro de 2019   |
| 3       | ePrix de Santiago              | Chile          | Circuito do Parque O’Higgins               | 26 de janeiro de 2019   |
| 4       | ePrix da Cidade do México      | México         | Autódromo Hermanos Rodríguez               | 16 de fevereiro de 2019 |
| 5       | ePrix de Hong Kong             | Hong Kong      | Circuito Harbourfront Central de Hong Kong | 10 de março de 2019     |
| 6       | ePrix de Sanya                 | China          | Circuito da baía de Haitang                | 23 de março de 2019     |
| 7       | ePrix de Roma                  | Itália         | Circuto Cittadino dell’EUR                 | 13 de abril de 2019     |
| 8       | ePrix de Paris                 | França         | Circuit des Invalides                      | 27 de abril de 2019     |
| 9       | ePrix de Mônaco                | Mônaco         | Circuito de Mônaco                         | 11 de maio de 2019      |
| 10      | ePrix de Berlim                | Alemanha       | Circuito do Aeroporto Tempelhof            | 25 de maio de 2019      |
| 11      | ePrix da Suíça                 | Suíça          | Circuito Urbano de Berna                   | 22 de junho de 2019     |
| 12      | ePrix de Nova Iorque corrida 1 | Estados Unidos | Circuito Urbano do Brooklyn                | 13 de julho de 2019     |
| 13      | ePrix de Nova Iorque corrida 2 | Estados Unidos | Circuito Urbano do Brooklyn                | 14 de julho de 2019     |
| Fontes: |                                |                |                                            |                         |

### Mudanças no calendário
- O campeonato iria ser disputado pela primeira vez em São Paulo. A corrida foi originalmente incluída no calendário da temporada de 2017-18 da Fórmula E, antes de ser adiada por um ano e substituída pelo ePrix de Punta del Este.[56] No entanto, a corrida de São Paulo não foi incluída no calendário provisório publicado em junho de 2018 e a corrida de Punta del Este foi retirada do cronograma.[55]
- A Fórmula E fez sua estreia na Arábia Saudita em uma corrida realizada num circuito de rua no distrito de Daria, em Riade.[49][57] O evento substituiu o ePrix de Hong Kong como a etapa de abertura do campeonato.
- O ePrix de Santiago mudou sua localização do Parque Florestal para um circuito sob medida no Parque O'Higgins. A mudança foi feita após reclamações dos moradores do Barrio Lastarria, que argumentaram contra o layout original da pista de 2017–18.[50]
- Um novo ePrix na China foi adicionado ao calendário, com a cidade resort de Sanya, localizada na província de Ainão, sendo selecionada como o local.[58] A categoria já havia corrido em Pequim.[59]
- A competição retornou a Mônaco, com o ePrix de Mônaco sendo realizado como um evento bianual que alterna com o Grande Prêmio Histórico de Mônaco. A corrida usaria o traçado completo do circuito de Mônaco, mas a FIA se opôs a ideia, pelos gastos de modificar o traçado.[60][61]
- O evento da Suíça foi transferido de Zurique para Berna depois que as autoridades da cidade expressaram preocupação com a capacidade da infraestrutura da cidade para lidar com uma série de eventos de grande escala em rápida sucessão. Os organizadores têm a opção de retornar a Zurique em temporadas futuras.[62]

## Mudanças no regulamento

### Regulamentações técnicas
- As equipes passaram a ter permissão para usar apenas um carro por corrida, o que significa que a carga da bateria tem que durar a corrida completa em vez de metade da distância.[63]

- A potência máxima dos carros aumentou para 250KW.[64]

## Resultados e classificações

### ePrix
| Etapa | Corrida          | Pole position          | Volta mais rápida      | Vencedor               | Equipe                                   | Descrição |
| ----- | ---------------- | ---------------------- | ---------------------- | ---------------------- | ---------------------------------------- | --------- |
| 1     | Daria            | António Félix da Costa | André Lotterer         | António Félix da Costa | BMW i Andretti Motorsport                | Descrição |
| 2     | Marraquexe       | Sam Bird               | Lucas Di Grassi        | Jérôme d'Ambrosio      | Mahindra Racing                          | Descrição |
| 3     | Santiago         | Sébastien Buemi        | Daniel Abt             | Sam Bird               | Envision Virgin Racing                   | Descrição |
| 4     | Cidade do México | Pascal Wehrlein        | Pascal Wehrlein        | Lucas Di Grassi        | Audi Sport ABT Schaeffler Formula E Team | Descrição |
| 5     | Hong Kong        | Stoffel Vandoorne      | André Lotterer         | Edoardo Mortara        | Venturi Formula E Team                   | Descrição |
| 6     | Sanya            | Oliver Rowland         | Jean-Éric Vergne       | Jean-Éric Vergne       | DS Techeetah                             | Descrição |
| 7     | Roma             | André Lotterer         | Jean-Éric Vergne       | Mitch Evans            | Panasonic Jaguar Racing                  | Descrição |
| 8     | Paris            | Oliver Rowland         | Tom Dillmann           | Robin Frijns           | Envision Virgin Racing                   | Descrição |
| 9     | Mônaco           | Jean-Éric Vergne       | Pascal Wehrlein        | Jean-Éric Vergne       | DS Techeetah                             | Descrição |
| 10    | Berlim           | Sébastien Buemi        | Lucas Di Grassi        | Lucas Di Grassi        | Audi Sport ABT Schaeffler Formula E Team | Descrição |
| 11    | Berna            | Jean-Éric Vergne       | António Félix da Costa | Jean-Éric Vergne       | DS Techeetah                             | Descrição |
| 12    | Nova Iorque      | Sébastien Buemi        | Jean-Éric Vergne       | Sébastien Buemi        | Nissan e.dams                            | Descrição |
| 13    | Nova Iorque      | Alexander Sims         | Daniel Abt             | Robin Frijns           | Envision Virgin Racing                   | Descrição |

### Sistema de pontuação
Os pontos eram concedidos para os dez primeiros colocados em cada corrida, para o pole position e, também, para o piloto, entre os dez primeiros, que marcava a volta mais rápida, usando o seguinte sistema:
| 1º | 2º | 3º | 4º | 5º | 6º | 7º | 8º | 9º | 10º | P | V |
| -- | -- | -- | -- | -- | -- | -- | -- | -- | --- | - | - |
| 25 | 18 | 15 | 12 | 10 | 8  | 6  | 4  | 2  | 1   | 3 | 1 |

### Classificação do Campeonato de Pilotos
| Pos. | Piloto                 | DAR | MAR  | SAN  | MEX  | HKG  | SNY  | ROM  | PAR  | MON  | BER | SUI | NIQ | NIQ  | Pts |
| ---- | ---------------------- | --- | ---- | ---- | ---- | ---- | ---- | ---- | ---- | ---- | --- | --- | --- | ---- | --- |
| 1    | Jean-Éric Vergne       | 2   | 5    | Ret  | 13   | 13   | 1    | 14   | 6    | 1    | 3   | 1   | 15  | 7    | 136 |
| 2    | Sébastien Buemi        | 6   | 8*   | Ret* | 21†* | Ret* | 8*   | 5*   | 15*  | 5*   | 2*  | 3*  | 1*  | 3*   | 119 |
| 3    | Lucas Di Grassi        | 9*  | 7    | 12   | 1*   | 2    | 15†* | 7*   | 4    | Ret  | 1   | 9*  | 5*  | 18†* | 108 |
| 4    | Robin Frijns           | 12  | 2    | 5    | 11   | 3    | 14†  | 4    | 1    | 17†  | 13  | Ret | Ret | 1    | 106 |
| 5    | Mitch Evans            | 4   | 9    | 6    | 7    | 7    | 9    | 1    | 16   | 6    | 12  | 2   | 2   | 17   | 105 |
| 6    | António Félix da Costa | 1*  | Ret* | Ret* | 2*   | 10*  | 3*   | 9*   | 7*   | DSQ* | 4*  | 12* | 3*  | 9*   | 99  |
| 7    | Daniel Abt             | 8*  | 10   | 3*   | 10*  | 4*   | 5*   | 18†* | 3*   | 15*  | 6*  | 6*  | 6*  | 5*   | 95  |
| 8    | André Lotterer         | 5   | 6    | 13   | 5    | 14   | 4    | 2    | 2    | 7    | Ret | 14  | 17  | Ret  | 86  |
| 9    | Sam Bird               | 11  | 3    | 1    | 9    | 6    | Ret  | 11   | 11   | 16†  | 9   | 4   | 8   | 4    | 85  |
| 10   | Oliver Rowland         | 7   | 15   | Ret  | 20†  | Ret  | 2    | 6    | 12   | 2    | 8   | Ret | 14  | 6    | 71  |
| 11   | Jérôme d'Ambrosio      | 3   | 1    | 10*  | 4    | Ret  | 6    | 8    | 17†  | 11   | 17  | 13  | 9   | 11   | 67  |
| 12   | Pascal Wehrlein        |     | Ret* | 2    | 6    | Ret* | 7    | 10   | 10   | 4    | 10  | Ret | 7   | 12   | 58  |
| 13   | Alexander Sims         | 18  | 4    | 7    | 14   | Ret  | Ret  | 17   | Ret  | 13   | 7   | 11  | 4   | 2    | 57  |
| 14   | Edoardo Mortara        | 19  | 13   | 4    | 3    | 1    | 13   | Ret  | Ret  | Ret  | 11  | Ret | Ret | Ret  | 52  |
| 15   | Felipe Massa           | 17* | 18*  | Ret  | 8    | 5    | 10   | Ret  | 9*   | 3    | 15* | 8   | 16† | 15   | 36  |
| 16   | Stoffel Vandoorne      | 16* | Ret* | Ret* | 18*  | Ret* | Ret* | 3*   | Ret* | 9*   | 5*  | 10* | 13* | 8*   | 35  |
| 17   | Maximilian Günther     | 15  | 12   | Ret  |      |      |      | 19†  | 5    | Ret  | 14  | 5   | Ret | 19   | 20  |
| 18   | Alex Lynn              |     |      |      |      |      |      | 12   | Ret  | 8    | Ret | 7   | Ret | 16   | 10  |
| 19   | Gary Paffett           | Ret | Ret  | 14   | 16   | 8    | Ret  | Ret  | 8    | 12   | 16  | 17  | 11  | 10   | 9   |
| 20   | Oliver Turvey          | 13  | 16   | 8    | 12   | 9    | 11   | 13   | 14   | Ret  | 18  | 16  | 10  | 13   | 7   |
| 21   | José María López       | Ret | 11   | 9    | 17   | 11   | Ret  | 16   | 13   | 10*  | 20  | DSQ | 12  | Ret  | 3   |
| 22   | Nelson Piquet Jr.      | 10  | 14   | 11   | Ret  | Ret  | Ret  |      |      |      |     |     |     |      | 1   |
| 23   | Tom Dillmann           | 14  | 17   | Ret  | 15   | 12   | 12   | 15   | Ret  | 14   | 19  | 15  | Ret | 14   | 0   |
| 24   | Felipe Nasr            |     |      |      | 19   | Ret  | Ret  |      |      |      |     |     |     |      | 0   |
| 25   | Felix Rosenqvist       | Ret |      |      |      |      |      |      |      |      |     |     |     |      | 0   |
| Pos. | Piloto                 | DAR | MAR  | SAN  | MEX  | HKG  | SNY  | ROM  | PAR  | MON  | BER | SUI | NIQ | NIQ  | Pts |

| Cor      | Resultado                      |
| -------- | ------------------------------ |
| Ouro     | Vencedor                       |
| Prata    | 2º lugar                       |
| Bronze   | 3º lugar                       |
| Verde    | Terminou, nos pontos           |
| Azul     | Terminou, sem pontos           |
| Azul     | Terminou, sem classificar (NC) |
| Púrpura  | Retirou-se (Ret)               |
| Vermelho | Não qualificado (NQ)           |
| Vermelho | Não pré-qualificado (NPQ)      |
| Preto    | Desqualificado (DSQ)           |
| Branco   | Não largou (NL)                |
| Branco   | Desistência (WD)               |
| Branco   | Corrida cancelada (C)          |
| Sem cor  | Não participou (NP)            |
| Sem cor  | Excluído (EX)                  |

† – O piloto não terminou o ePrix, mas foi classificado por ter completado mais de 90% da distância da corrida.

### Classificação do Campeonato de Equipes
| Pos. | Equipe                    | No. | DAR | MAR | SAN | MEX | HKG | SNY | ROM | PAR | MON | BER | SUI | NIQ | NIQ | Pts |
| ---- | ------------------------- | --- | --- | --- | --- | --- | --- | --- | --- | --- | --- | --- | --- | --- | --- | --- |
| 1    | DS Techeetah              | 25  | 2   | 5   | Ret | 13  | 13  | 1   | 14  | 6   | 1   | 3   | 1   | 15  | 7   | 222 |
| 1    | DS Techeetah              | 36  | 5   | 6   | 13  | 5   | 14  | 4   | 2   | 2   | 7   | Ret | 14  | 17  | Ret | 222 |
| 2    | Audi Sport ABT Schaeffler | 11  | 9   | 7   | 12  | 1   | 2   | 15† | 7   | 4   | Ret | 1   | 9   | 5   | 18† | 203 |
| 2    | Audi Sport ABT Schaeffler | 66  | 8   | 10  | 3   | 10  | 4   | 5   | 18† | 3   | 15  | 6   | 6   | 6   | 5   | 203 |
| 3    | Envision Virgin Racing    | 2   | 11  | 3   | 1   | 9   | 6   | Ret | 11  | 11  | 16† | 9   | 4   | 8   | 4   | 191 |
| 3    | Envision Virgin Racing    | 4   | 12  | 2   | 5   | 11  | 3   | 14† | 4   | 1   | 17† | 13  | Ret | Ret | 1   | 191 |
| 4    | Nissan e.dams             | 22  | 7   | 15  | Ret | 20† | Ret | 2   | 6   | 12  | 2   | 8   | Ret | 14  | 6   | 190 |
| 4    | Nissan e.dams             | 23  | 6   | 8   | Ret | 21† | Ret | 8   | 5   | 15  | 5   | 2   | 3   | 1   | 3   | 190 |
| 5    | BMW i Andretti Motorsport | 27  | 18  | 4   | 7   | 14  | Ret | Ret | 17  | Ret | 13  | 7   | 11  | 4   | 2   | 156 |
| 5    | BMW i Andretti Motorsport | 28  | 1   | Ret | Ret | 2   | 10  | 3   | 9   | 7   | DSQ | 4   | 12  | 3   | 9   | 156 |
| 6    | Mahindra Racing           | 64  | 3   | 1   | 10  | 4   | Ret | 6   | 8   | 17† | 11  | 17  | 13  | 9   | 11  | 125 |
| 6    | Mahindra Racing           | 94  | Ret | Ret | 2   | 6   | Ret | 7   | 10  | 10  | 4   | 10  | Ret | 7   | 12  | 125 |
| 7    | Panasonic Jaguar Racing   | 3   | 10  | 14  | 11  | Ret | Ret | Ret | 12  | Ret | 8   | Ret | 7   | Ret | 16  | 116 |
| 7    | Panasonic Jaguar Racing   | 20  | 4   | 9   | 6   | 7   | 7   | 9   | 1   | 16  | 6   | 12  | 2   | 2   | 17  | 116 |
| 8    | Venturi Formula E Team    | 19  | 17  | 18  | Ret | 8   | 5   | 10  | Ret | 9   | 3   | 15  | 8   | 16† | 15  | 88  |
| 8    | Venturi Formula E Team    | 48  | 19  | 13  | 4   | 3   | 1   | 13  | Ret | Ret | Ret | 11  | Ret | Ret | Ret | 88  |
| 9    | HWA Racelab               | 5   | 16  | Ret | Ret | 18  | Ret | Ret | 3   | Ret | 9   | 5   | 10  | 13  | 8   | 44  |
| 9    | HWA Racelab               | 17  | Ret | Ret | 14  | 16  | 8   | Ret | Ret | 8   | 12  | 16  | 17  | 11  | 10  | 44  |
| 10   | GEOX Dragon               | 6   | 15  | 12  | Ret | 19  | Ret | Ret | 19† | 5   | Ret | 14  | 5   | Ret | 19  | 23  |
| 10   | GEOX Dragon               | 7   | Ret | 11  | 9   | 17  | 11  | Ret | 16  | 13  | 10  | 20  | DSQ | 12  | Ret | 23  |
| 11   | NIO Formula E Team        | 8   | 14  | 17  | Ret | 15  | 12  | 12  | 15  | Ret | 14  | 19  | 15  | Ret | 14  | 7   |
| 11   | NIO Formula E Team        | 16  | 13  | 16  | 8   | 12  | 9   | 11  | 13  | 14  | Ret | 18  | 16  | 10  | 13  | 7   |
| Pos. | Equipe                    | No. | DAR | MAR | SAN | MEX | HKG | SNY | ROM | PAR | MON | BER | SUI | NIQ | NIQ | Pts |

| Cor      | Resultado                      |
| -------- | ------------------------------ |
| Ouro     | Vencedor                       |
| Prata    | 2º lugar                       |
| Bronze   | 3º lugar                       |
| Verde    | Terminou, nos pontos           |
| Azul     | Terminou, sem pontos           |
| Azul     | Terminou, sem classificar (NC) |
| Púrpura  | Retirou-se (Ret)               |
| Vermelho | Não qualificado (NQ)           |
| Vermelho | Não pré-qualificado (NPQ)      |
| Preto    | Desqualificado (DSQ)           |
| Branco   | Não largou (NL)                |
| Branco   | Desistência (WD)               |
| Branco   | Corrida cancelada (C)          |
| Sem cor  | Não participou (NP)            |
| Sem cor  | Excluído (EX)                  |